# 쓰시마키타 경찰서

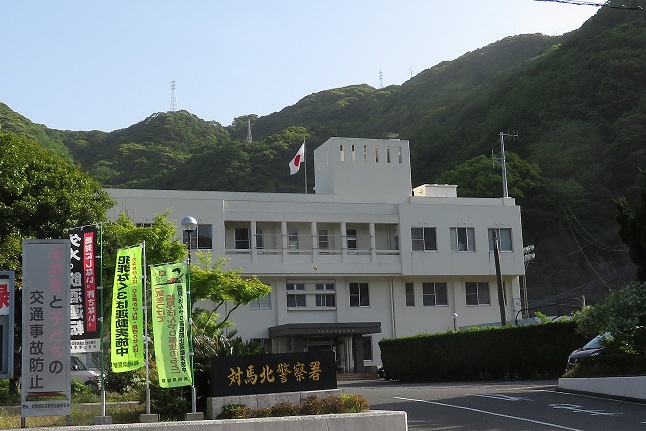
쓰시마키타 경찰서 전경

쓰시마키타 경찰서(일본어: 対馬北警察署)는 나가사키현 쓰시마시의 북부 지역을 관장하는 경찰서이다. 특이하게도 이 경찰서에는 직할 파출소 없이 8곳의 경찰관 주재소가 주재하고 있으며, 대한민국과도 가장 가까운 외국 경찰서이기도 하다.

## 관할 구역
쓰시마시 중에서 옛 가미아가타군의 전 지역을 관할한다.

## 소재지
- 나가사키현 쓰시마시 가미아가타정 사스나 561번지

## 보유하고 있는 경비정
- 하루가제 (37.69 t)
- 사자나미 (1.82 t)

## 같이 보기
- 쓰시마미나미 경찰서